# جيمس روزفلت (محامي)
جيمس روزفلت (بالإنجليزية: James Roosevelt)‏ هو محامي أمريكي، ولد في 9 نوفمبر 1945.